# 凤城液
凤城液是广东顺德出产的一种以高粱、小麦为原料酿成酱香型白酒，源于1953年当局合并当地二十余家酒坊成立的顺德县酒厂，曾和梅鹿液、飞霞液并称“广东三液”和“广东三大名酒”之一。2003年酒厂改制成为民企后，又推出了浓香型红荔牌米酒。